# Парк культури (Польща)
Парк культури (пол. Park kulturowy) — охоронний статус в Польщі для захисту і збереження культурного ландшафту, на території якого знаходяться різні нерухомі пам'ятки культурного надбання, що мають характерні для цієї місцевості архітектурні та інші особливості. Згідно з польським законодавством про охорону пам'яток, Парк культури є однією з чотирьох різних форм охоронних статусів культурної спадщини в Польщі разом з Реєстром пам'яток, Пам'яткою історії та пам'ятником, встановленим згідно з генеральним планом окремого населеного пункту.
Охоронний статус може бути наданий за клопотанням територіального самоуправління після консультацій з Воєводським зберігачем пам'яток. Охоронний статус парка, що знаходиться в різних міських адміністративно-територіальних одиницях, встановлюється після відповідного узгодження цих територіальних самоуправлінь.
При затвердженні охоронного статусу вказуються наступні характеристики:
- Найменування парку;
- Спосіб охорони;
- Заборони та обмеження, пов'язані з проведенням різних господарських робіт;

Виконавча влада територіального управління несе відповідальність за створення плану охорони, що має бути затвердженим територіальною радою.
Парк культури може бути внесеним в список культурного надбання Юнеско, польський список реєстру пам'яток під охороною чи отримати статус пам'ятки історії.
Реєстр парків культури постійно ведеться і публікується Інститутом національної спадщини.

## Список парків культури
| Назва парку культури                            | Польська назва                                        | Воєводство         | Дата внесення    |
| ----------------------------------------------- | ----------------------------------------------------- | ------------------ | ---------------- |
| Парк культури «Вєтжиховіце»                     | Park Kulturowy Wietrzychowice                         | Куявсько-Поморське | 13 жовтня 2006   |
| Парк культури «Калварія Пакоска»                | Park Kulturowy Kalwaria Pakoska                       | Куявсько-Поморське | 30 травня 2008   |
| Парк культури «Костьол Св. Освальда» в Плонкові | Park Kulturowy «Kościół p.w. Św. Oswalda» w Płonkowie | Куявсько-Поморське | 30 жовтня 2010   |
| Парк культури «Сарново»                         | Park Kulturowy Sarnowo                                | Куявсько-Поморське | 7 січня 2001     |
| Парк культури «Долина трьох млинів» в Богданьцю | Park Kulturowy „Dolina Trzech Młynów” w Bogdańcu      | Любуське           | 29 вересня 2006  |
| Парк культури «Гродзісько» в Віцині             | Park Kulturowy Grodzisko w Wicinie                    | Любуське           | 11 червня 2013   |
| Парк культури «Долина Закопанська»              | Park Kulturowy Kotliny Zakopiańskiej                  | Малопольське       | 2006             |
| Парк культури «Старе Місто» в Кракові           | Park Kulturowy Stare Miasto w Krakowie                | Малопольське       | 3 листопада 2010 |
| Фортечний парк культури в Сребрній Ґурі         | Forteczny Park Kulturowy w Srebrnej Górze             | Нижньосілезьке     | 20 червня 2002   |
| Фортечний парк культури «Клодзька фортеця»      | Forteczny Park Kulturowy Twierdza Kłodzka             | Нижньосілезьке     | 10 січня 2006    |
| Парк культури «Єленьогурська долина»            | Park Kulturowy Kotliny Jeleniogórskiej                | Нижньосілезьке     | 26 березня 2009  |
| Парк культури «Старе місто» у Вроцлаві          | Park Kulturowy Stare Miasto we Wrocławiu              | Нижньосілезьке     | 23 квітня 2015   |